# 290127 Linakostenko
290127 Linakostenko este un asteroid din centura principală de asteroizi.

## Descriere
290127 Linakostenko este un asteroid din centura principală de asteroizi. A fost descoperit pe 29 august 2005 la observatorul astronomic din Andrușivka. Asteroidul prezintă o orbită caracterizată de o semiaxă mare de 3,16 ua, o excentricitate de 0,17 și o înclinație de 27,7° în raport cu ecliptica.